# Соболь Микола Олександрович
Микóла Олекса́ндрович Сóболь (19 лютого 1910, село Велика Рублівка, тепер Полтавського району Полтавської області — 22 квітня 1991, Київ) — радянський партійний і державний діяч українського походження. Член ЦК КПРС у 1961—1971 роках. Член ЦК КПУ в 1956—1976 роках. Член Президії-Політичного бюро ЦК КПУ в липні 1963 — березні 1972 року. Депутат Верховної Ради Української РСР 5-го і 7–8-го скликань. Депутат Верховної Ради СРСР 6–8-го скликань

## Життєпис
Народився 19 лютого 1910 року в селі Велика Рублівка Харківської губернії, нині Полтавського району Полтавської області в родині учителя.
У 1929 році закінчив профтехшколу в місті Богодухів Харківської області. У 1929—1931 роках працював техніком із холодної обробки металу на Харківському паровозобудівному заводі. З 1931 року навчався в Харківському механіко-машинобудівному інституті.
У 1936 році закінчив Харківський механіко-машинобудівний інститут за фахом інженер-механік. У 1937—1941 роках працював помічником (заступником) начальника відділу технічного контролю, начальником відділу експлуатації, начальником дизельного відділу, начальником цеху, завідувачем (начальником) виробництвом Харківського машинобудівного заводу імені Комінтерну.
Член ВКП(б) з 1939 року.
З 1941 року — начальник цеху, начальник бюро технічного контролю машинобудівного заводу в місті Нижній Тагіл, а з 1943 року, після відновлення радянської окупації Харкова, — начальник ремонтної бази, начальник відділу технічного контролю виробництва на Харківському заводі транспортного машинобудування імені Малишева.
З 1949 року — головний інженер, а з 1954 по 1958 рік — директор Харківського заводу № 75 імені Малишева.
8 січня 1958 року затверджений Президією ЦК КПУ головою Державного науково-технічного комітету Ради міністрів Української РСР, однак вже 1 березня 1958 року це рішення скасували.
З 1 березня 1958 до липня 1960 року — голова раднаргоспу Харківського економічного регіону.
З 30 липня 1960 до 29 березня 1961 року — голова Української Ради народного господарства.
З березня 1961 до січня 1963 року — 1-й секретар Харківського обласного комітету КПУ, з січня до липня 1963 року — 1-й секретар Харківського промислового обласного комітету КП України.
2 липня 1963 — 15 березня 1966 року — 2-й секретар ЦК КПУ.
18 березня 1966 — 31 березня 1972 року — 1-й заступник голови Ради Міністрів УРСР.
Делегат XIX, XX, XXI, XXII, XXIII з'їздів КПРС та XIX, XX, XXI, XXII, XXIII з'їздів КПУ.
З 31 березня 1972 року — на пенсії. Помер 22 квітня 1991 року. Похований в Києві.

## Участь в створенніХарківського метрополітену
На початку 60-х років у Харкові не одноразово підіймалося питання щодо побудови у місті підземної магістралі. 12 грудня 1962 року, на 2-ї сесії Верховної Ради СРСР депутат Соболь, на той час перший секретар Харківського обласного комітету КП України заявив:
|  | Назріла необхідність будівництва в Харкові метрополітену. Ми просимо підтримати наше бажання та передбачити у 1963 році початок проектних робіт, а в 1965-1966 роках – початок будівництва першої черги харківського метро. Одночасно просимо у роки підготовки та будівництва метрополітену значно більше виділяти Харкову машин та поповнення автобусного, тролейбусного та трамвайного парку |

Подальшу роботу щодо затвердження побудови у Харкові метрополітену продовжив Ващенко Г. І., який зайняв посаду першого секретаря Харківського обласного комітету КП України після Соболя (1963).

## Нагороди та премії

### Нагороди
- два ордени Леніна (9.07.1966, 18.02.1970)
- чотири ордени Трудового Червоного Прапора (1960)
- орден «Знак Пошани» (1941)
- орден Червоної Зірки (.02.1943)
- медаль «За доблесну працю у Великій Вітчизняній війні 1941—1945 рр.» (7.08.1946)
- медаль «За перемогу над Німеччиною у Великій Вітчизняній війні 1941—1945 рр.» (23.01.1947)
- медалі

### Премії
У 1951 році нагороджений Сталінською премією.

## Особисте життя
- Дружина — Валентина Григорівна Соболь (1912—1995)
  - Син — Валентин Миколайович Соболь
  - Дочка — Ольга Миколаївна Соболь.